# Laura Kuenssberg
Laura Kuenssberg, född 8 augusti 1976 i Rom, Italien, är en brittisk journalist. Hon föddes i Italien och är uppväxt i Glasgow. Hon har arbetat på BBC sedan år 2000 och är dess politiska redaktör sedan 2015. Under åren 2011–2013 arbetade hon för ITV som ekonomikommentator.